# Grad Grobnik
Grad Grobnik (hrvaško Kaštel Grobnik) je grad nad naseljem Grobnik, v občini Čavle, ki spada pod Primorsko-goransko županijo. Domnevno so grad v prvi polovici 13. stoletja pozidali grofje (hrvaško: knezi) Krški, ki se od 14. stoletja imenujejo Frankopani. Leži na nadmorski višini 463 m okoli 10 km severozahodno od Reke. Danes je grad obnovljen in konzerviran.

## Zgodovina
Območje Grobniškega polja je bilo konec 12. stoletja v okviru Vinodolske grofije (hrv. knežije). Nahajalo se je na kasneje večstoletni meji med Svetrorimskim cesarstvom in Hrvaško-ogrskim kraljevstvom.   Na območju Reke sta se oblikovali dve gospostvi, Grobnik in Trsat. Obe – ni znano natančno kdaj, vendar gotovo do sredine 13. stoletja - kot del Vinodolske grofije sta prišli v last grofov Krških. Verjetno je že takrat na mestu starodavnjega liburnijskega gradišča stala srednjeveška utrdba. 
Prva pisna potrditev o obstoju gradu najdemo v Vinodolskem zakoniku iz leta 1288. Na zboru pred grofom Leonardom (Krškim) so bili tudi predstavniki naselja Grobnik, to pa so bili le predstavniki naselj z utrdbami, kar posredno potrjuje obstoj gradu.  Grad Grobnik in gospostvo je bilo nadaljnjih 130 let v lasti grofov Krških. 
Na prelomu med 14. in 15. stoletju je od številne rodbine Krških grofov ostal samo Nikola IV. (gospodaril 1393-†1432), ki je bil takrat eden najmočnejših fevdalcev Hrvaške. Nikola IV. Krški je leta 1416, ko je od Benvenuta Okićkega kupil grad-trdnjavo Okić, med drugim tudi zastavil grad Grobnik (v vrednosti 2.500 dukatov). (Gradiščan je takrat bil Ivan Dešić). Iz te zastave je bil rešen že leta 1419. Po smrti Nikole IV. leta 1432 je bilo na njegovi dediščini njegovih devet preživelih sinov, ki pa se niso mogli sporazumeti o dedovanju. Gradiščan na gradu Grobnik je bil takrat Mikula Džehović. Bratje grofje Krški so šele leta 1449 razdelili posest. Grad Grobnik, grad Modruš in ostali gradovi pripadejo grofu (hrv. knezu) Štefanu II. Leta 1455 so v Bakru določili meje med gospostvom Grobnik in sosednjima gospostvima Trsat in Bakar, ki jih je dobil Štefanov mlajši brat Martin. Gradiščan na Grobniku je bil takrat neki Sigmund. 
Štefan II. Modruški se je v bojih za hrvaško-ogrski prestol pridružil podpori Matiji Korvinu, ki je na koncu izšel kot zmagovalec. Kralj Matija Korvin je leta 1460 Štefanu II. in njegovemu mladoletnemu sinu Bernardinu, kot zahvalo za podporo, potrdil vsa njegova posestva in ga leta 1463 nagradil s položajem bana. Bernardin se je poročil s kraljično Ludviko Aragonsko, sorodnico Korvinove žene. Kasneje je kralj Matija Korvin leta 1481 Štefanu II. in sinu Bernardinu Frankopanu Ozaljskemu potrdil vse posesti med njimi tudi grad Grobnik.

## Čas turškega ogrožanja
Že junija 1470 so Turki prvič pustošili po gospoščini Grobnik, vendar gradu niso napadli. Po katastrofalni bitki na Krbavskem polju leta 1493 so se modruški kanoniki umaknili v Grobnik in oblikovali t.i. grobniški kapitelj, kjer so ostali vse do konca 18. stoletja.   Turki so grad Grobnik ogrožali 12. aprila 1522, ko so se utaborili pod gradom. V pomoč je prišel kapetan Reke Ivan Apfaltrer in pazinski kapetan Jakob de Dur, ki so Turke pregnali do Brinja. Na gradu Grobnik je našel zatočišče tudi bojevnik proti Turkom Bernardin Frankopan »Ozaljski«, ki je umrl leta 1530. Nasledil ga je mladoletni vnuk Štefan III. »Ozaljski«, kateremu do polnoletnosti je prevzel skrbništvo sam kralj Ferdinand I. Habsburški, ki je za upravitelja grobniškega gospostva imenoval Gašparja Waldersteina. Njega je kot upravitelj nasledil poveljnik (kapetan) krajiške vojske na Hrvaškem in Slavoniji Ivan Kacijanar. 
Štefan III. Ozaljski je po tem ko je postal polnoleten leta 1536 prevzel grad in gospostvo Grobnik. Poročil se je z baronico Katarino Eck, s katero pa nista imela otrok, zato je nasledstvo pustil sestri Katarini, ki je bila poročena z Nikolo IV. Zrinskim (Sigetskim) in njenim otrokom. V ta namen je bila leta 1544 narejena posebna medsebojna dedna pogodba. S tem se niso strinjale druge veje rodbine Frankopanov, ki so zahtevale dedovanje po moški liniji, ki jih je predstavljal Jurij II. Frankopan Slunjski. Kralj je tako nasledstveno dedno pogodbo razveljavil. Zato je Štefan III. svoji sestri Katarini Frankopanski leta 1550 odstopil gospostva in grad Grobnik, Bakar in Hreljin. Katarina je umrla leta 1562 in pustila tri mladoletne sinove. Zato je Štefan III. sklenil sporazum s palatinom Tomažem Nadasdyjem, v katerem se odreka vseh pravic do Grobnika in druge odstopljene gradove. Tako je v tem času dejanski gospodar nad Grobnikom grof Nikola IV. Zrinski. To potrjuje tudi priporočilo generala Ivana Lenkovića iz leta 1563, da se naj obramba Grobnika prepusti njegovemu lastniku grofu Zrinskemu (tj. Nikoli IV.).
Za obrambo pred Turki se je na Grobniškem gospostvu okoli leta 1560 uvedla nova uradniška funkcija kapetana, ki je poveljeval oboroženi sili gospostva. Prvi grobniški kapetan je bil Mihalj Kobasić, ki je posedoval grad Brekovica pri Bihaću. Leta 1565 je kapetan postal Petar Brajković, za njim pa lokalni plemič Mihalj in njegov sin Fran Dešić.
Par mesecev pred smrtjo Nikola IV. Zrinjski v oporoki prosi Štefana III. Ozaljskega da grad Grobnik in ostale gradove pusti njegovim sinovom. Štefan III. Ozaljski je to spoštoval in do smrti 1577 upravljal Grobnik skupaj z nečaki. Grofje Frankopani Tržački so hoteli dediščino zase, cesar Rudolf II. Habsburški pa je zahteval, da se posest vrne kroni. Spor dveh najmočnejših hrvaških velikaških rodbin, Frankopanov in Zrinskih je končno sporazumno rešen leta 1580. Grofje Jurij IV. in Nikola V. Zrinski odstopajo grofu Gašparju I. Frankopanu »Tržačkemu« in njegovim sinovom Novi (Vinodolski), Lukovdol (Severin) in Novigrad na Dobri, a Frankopani jim priznajo lastništvo Grobnika in ostalih spornih posesti. Po tem sporazumu je tudi cesar umaknil svojo zahtevo. Zrinski so potem na Grobniku bili redko, posest je upravljal upravnik in kapetan Zrinskih, med katerimi je bil zelo priljubljen Julij Čikulin. Ta je sestavil prvi znani urbar grobniškega gospostva. Zrinski so leta 1612 Grobnik dali celo v zakup svojemu upravitelju Juliju Čikulinu, ki je bil poročen s Sofijo r. Rattkay Velikotaborsko. Slednjega grof Nikola VI. Zrinski obtoži zlorab in odstavi. Okradeni in prevarani Čikulin potem sodni spor proti Zrinskemu dobi. 
Po smrti Nikole VI. Zrinskega je s posestmi Zrinskih upravljal njegov brat hrvaški ban Jurij V. Zrinski »Mlajši«, ki ga po smrti leta 1626 nasledijo mladoletni sinovi Nikola VII. in Peter IV. Zrinski. Nasledstvo so skupno prevzeli leta 1638. Leta 1641 pa pride do delitve posesti: Grobnik, Bakar in Gerovo je pripadlo mlajšemu grofu Petru IV. Razen tega, da je dal izdelati novi urbar, se s posestjo ne ukvarja, ampak to prepušča ženi Ani Katarini Zrinski rojeni Frankopan. Že od leta 1643 je Peter IV. Zrinski za upravitelja Grobnika postavil Franja Frankulina, ki sčasoma pridobi plemiški naslov in leta 1670 funkcijo grobniškega kapetana in kapetana vseh primorskih posesti.
Ob odkritju zarote Zrinskih in Frankopanov leta 1670 so Petra IV. Zrinskega zaprli, posesti pa zaplenili. Kapetan Grobnika Franjo Frankulin se je najprej želel upirati cesarski vojski pod poveljstvom generala grofa J.J. Herbersteina, a je na koncu predal posesti brez boja. Herbersteinova namestnika grof Ernest Paradeiser in Heiperger so s svojimi vojaki zasedli Grobnik in ga temeljito oropali. Po nasledstvenem pravu je polovica grobniške gospoščine pripadla sinu brata grofa Petra IV. Adamu Zrinskemu, druga polovica pa ogrski kraljevi komori. Zadnji grof Zrinski, Adam, je umrl v sumljivih okoliščinah v bitki pri Slankamenu 19. oktobra 1691. Njegova vdova Marija Katarina Lamberška se je dediščine odrekla v korist avstrijske komore.
Leta 1692 je Avstrijska komora za 500.000 forintov od Ogrske komore odkupila delež od primorskih posesti Zrinskih kot tudi Ozalj in Ribnik. Grobnik so upravljali kapetani in upravitelji. V začetku 18. stoletja je Avstrijska kraljeva komora zaplenjene posesti Zrinskih – Grobnik, Brod na Kolpi in Ozalj zamenjala za posesti španskega grofa Raimunda de Villana Perlas v južni Italiji. Grof Perlas dokončno postane lastnik Grobnika leta 1725. Ker je grof Perlas v glavnem živel na Dunaju, je v njegovem imenu z Grobnikom upravljal njegov sorodnik Giovanni Stefano de Benzoni iz Cremone.  Po smrti Raimonda Perlasa, je Grobnik nasledil njegov sin Franjo, ki je bil predsednik regionalne vlade v Temišvaru. Ta grad in gospostvo Grobnik ter Brod in Ozalj leta 1766 proda grofu Teodoru Bathyanyju za 188.000 forintov. Grobnik je ostal v lasti grofov Bathyany do 1872, ko ga je grof Gustav Bathyany prodal princezi Viktoriji von Thurn und Taxis. Grobniško posest po njeni smrti nasledi sin Albert, ki ostaja lastnik celo po koncu 1. svetovne vojne, ko lastništvo preide na občino.
Grad Grobnik je bil od druge polovice 18. stoletja prepuščen propadanju. Šele v sedemdesetih letih 20. stoletja je mestno prebivalstvo spoznalo njegov kulturno-zgodovinski pomen in začelo z obnovo ruševin. Obnova je končana 1992, ko je v eden od njegovih delov namestila etnološko zbirko »Grobinština«.

## Galerija
- Pogled na grad Grobnik
- Grad Grobnik
- Pogled v notranjost gradu Grobnik
- Vhod v Grad Grobnik
- Grad Grobnik
- Grad Grobnik

## Trenutno stanje gradu
Grad ima trikotno tlorisno zasnovo s stolpi in polstolpi na vogalih, katerih varnost povečuje obzidje. Večina obzidij je bila zgrajena med 15. in 17. stoletjem. V pritličju jugozahodnega stolpa je kapela sv. Jelene z do danes ohranjenimi renesančnimi vrati. Na notranjem dvorišču je gotski vodnjak, ki ga krasi grb Frankopanov in krbavskih grofov iz 15. stoletja. Zaradi obnove je grad Grobnik ostal v dobrem stanju in danes deluje predvsem kot kulturno središče.